# 家族を守れ
- テレビドラマ > 各国のテレビドラマ > 韓国のテレビドラマ > 韓国放送公社のテレビドラマ > KBS1連続ドラマ > 家族を守れ

家族を守れ（かぞく を まもれ、朝鮮語: カジョグル チキョラ、ハングル: 가족을 지켜라）は韓国KBSにて2015年5月11日から同年10月30日まで放送されたテレビドラマ。全123話。

## 概要
KBS1連続ドラマの一作品。ホン・ヨンヒが脚本を、チョン・ソンホンが演出を担当した。
主人公チョン・ウジンとその家族たち、そしてそれぞれの実の家族と離れて共同で生活するイ・ヘスとその家族たちが、様々な困難を乗り越え、それぞれの幸福を掴んでいく姿が描かれている。
主人公ウジンを演じるジェヒにとっては、2008年の『パパ3人、ママ1人』以来となるKBSでの主演作品となった。
初回放送で視聴率24.4パーセントを記録した後も20パーセント台を維持し続け、最高視聴率28パーセント台を記録した。2015年度のKBS演技大賞で、イ・ヘス役を演じたカン・ビョルが優秀演技賞（女優/連続ドラマ部門）を受賞した。

## 作品

### 企画意図
演出を担当したチョン・ソンホンは制作発表会の席にて「ドラマを見て家族について再考するきっかけとなれば」と語っている。

### キャスティング
2015年4月、主人公チョン・ウジン役をジェヒが演じる予定であることが所属芸能事務所のポラリスエンターテインメントから発表された。
ヒロインイ・ヘス役をカン・ビョルが演じることも同月に出演が決定。関係者は「ヘスのキャラクターとカン・ビョルのイメージとのシンクロ率が高い」ことをオファーの理由として挙げている。またカン・ビョル本人は所属事務所を通じ、「以前から是非演じてみたいと思ってきたキャラクターなので頑張りたい」とのコメントを発表している。
コ・イェウォン役を演じたチョン・ヘインにとっては初の主演作品となった。

## あらすじ
主人公チョン・ウジンは将来を嘱望されている外科医だが、2年間交際を続けてきたコ・イェウォンが他の男性と婚約したことに加え、大学病院での出世にも失敗。深酒の末イ・ヘスと出会う。ヘスはウジンの転職先の病院の食堂で調理補助として働き、血のつながりのない家族を養っていた。
ウジンとヘスは衝突を繰り返しながらも、互いの距離を縮めていく。しかし親の意向に従い婚約はしたものの、ウジンへの未練を断ち切れないイェウォンは、あの手この手でウジンのもとに現れ、ヘスに嫌がらせを繰り返す。ヘスは最初に住んでいた家を出た後、ウジンの家の離れに間借りして暮らしていたが、行先を告げずに転居し姿を消す。
ウジンはその後、祖父スボンの行方不明事件をきっかけに、惣菜店を開いていたヘスに偶然再会する。一度はイェウォンとやり直す事を決意したウジンだが、ヘスの存在が自らの中で大きなものとなっていたことに気づく。1年後、スボンの米寿を祝う宴席に、子の誕生を待ち望むウジンとヘス夫妻の姿があった。
作品中ではウジン・ヘス・イェウォンが関わるメインプロットの他に、ウジンの父親マンジェが会社をリストラされた後第二の人生を歩みだすエピソード、経営していた会社が倒産してしまったマンジェの弟ホジェのエピソード、妻の実家で不遇な生活を送るウジンの兄テジンのエピソードなどが登場する。

## 登場人物
登場人物は、個別に注釈がある場合を除きにもとづく:

### 主要人物
- チョン・ウジン：ジェヒ（英語版）

32歳。街の病院に勤務する外科医。大学病院のフェロー時代にイェウォンと出会い交際を始めるが彼女の家族の反対に遭う。
- イ・ヘス：カン・ビョル

26歳。ウジンが勤務する病院の食堂に勤務する調理補助。実の家族と離れ、ミナやセミらと共同生活を送る。
- コ・イェウォン：チョン・ヘイン

29歳。ワンス食品の会長の娘で本部長。ウジンの交際相手だが親が決めた相手と婚約している。

### チョン家（ウジンの家族）
- チョン・マンジェ：チェ・イルファ

50代後半。テジン、ヒジン、ウジンの父。商社の管理担当部長だったがリストラに遭い退職。
ドラマへのエキストラ出演や覆面歌手オンマン（オクマン）を経て歌手デビューした。
- ボク・スジャ：イ・フィヒャン

50代後半。テジン、ヒジン、ウジンの母。
- チョン・スボン：ピョン・ヒボン

70代後半。マンジェ、ホジェの父で元遠洋漁船の船長。
- チャ・オンシム：パン・ヒョジョン

70代後半。スボンの妻でマンジェ、ホジェの母。ふたりの息子が職を失った事で心が穏やかではない。
- チョン・ヒジン：パク・ヒョジン

30代半ば。ウジンの姉。結婚情報会社のチーム長。数多くのカップルを結婚させてきたが自身はなかなか結婚できずにいる。
- チョン・ホジェ：パク・チョロ

50代前半。マンジェの弟で貿易業者。経営していた会社が倒産し、金銭問題で家族をやきもきさせる。
焼肉店勤務を経て最後には自分の店を持った。
- ナ・エラン：イム・ソンミン

40代後半。ホジェの妻で専業主婦。

### ヘスの家族
- ミナ：ロミナ

26歳。ウズベキスタンからやってきた歌手。かつて旅行中だったユンチャンと関係を持ちトンベクを出産。
母娘ともどもヘスと共同生活を送る。
- オ・セミ：イ・ヨルム

19歳。高校3年生。父親の暴力に耐えかねて家出し、今はヘスと共に暮らす。
- ソン・ダヘ：チョン・ダビン

16歳。中学3年生。祖母が生活保護を受けられるようにと家を出た。牛乳配達をしてヘス一家の家計を支えている。
- ヤン・ミンジュン：チョン・スファン

15歳。中学2年生。孤児院出身で幼い頃ある家庭の養子となったが、実子ができて離縁され孤児院に戻ってきた過去を持つ。
- オ・セホ：イ・ジュンソ

12歳。セミの実の弟で小学5年生。
- トンベク：アレイナ・ユルマズ

7歳。ミナとユンチャンの娘で幼稚園児。スビンと仲がいい。

### チェ家（テジンの妻ユンジョンの実家）
- ナム・ジョンスク：オム・ユシン

50代後半。ユンジョンとユンチャンの母。不動産業を手掛ける。ビジネスに関しては非常に厳格。
- チョン・テジン：シン・スンファン

30代後半。ヒジン、ウジンの兄。証券会社員だったがリストラに遭い、再就職もできずに義母の運転手を務めつつ、家事を一手に引き受けていた。
後に歌手デビューした父親のマネージャーとなった。
- チェ・ユンジョン：イム・チェウォン

30代半ば。テジンの妻でレコード会社の企画室長。
- チェ・ユンチャン：キム・ドンユン

30代前半から半ばくらい。母の仕事を手伝い、商店街の管理を担当している。遊び人で女性関係が複雑。
かつて旅行先でミナと関係を持ったが、彼女が自分の娘を産んだことを知らずにいた。
- チョン・スビン：パク・チソ

テジンとユンジョンの娘で幼稚園児。家族にいじめられている父親を不憫に思っている。

### コ家（イェウォンの家族）
- コ・テソク：ユ・スンボン[10]

イェウォンの父。イェウォンとジウォンの父。ワンス食品会長。育った環境があまりに違い過ぎることから娘とウジンとの関係を快く思わない。
- アン・グィヒ：イ・サンスク[10]

会長夫人でジウォンの母。イェウォンにとっては継母。ジウォンにワンス食品を継がせたいがためにあの手この手でイェウォンの足を引っ張る。
かつて頼母子講の金を持ち逃げした過去がある。
- コ・ジウォン：チョ・ヨンミン

22歳。会長とグィヒの息子でイェウォンの腹違いの弟。留学中のところ一時的に韓国に帰国中。
セミと出会い、最初は衝突ばかりしていたが、その後関係は改善、セミの家庭教師を務めるまでになった。

### その他
- オ・ソニョン：キム・ヒョンジュ[11]

ヘスの実母。かつてグィヒに頼母子講の金を持ち逃げされて家庭が崩壊、ヘスとも生き別れになった。
- イ・ジュング：キム・テフン

ヘスの父。再婚した妻（ヘスの継母）と共にワンス食品系フランチャイズのチキン店を営む。

## 音楽
オープニングテーマ、エンディングテーマ共にトロットが用いられている。オープニングテーマには若手トロット歌手ク・ナウンの「サラゲ、サラゲ」（사랑해 사랑해、「愛してる、愛してる」の意）、エンディングテーマにはベテラン歌手チョ・ハンジョの「クノメ・サラン」（그놈에 사랑、「あいつに愛」の意）が採用された。
サウンドトラックCDは、2015年5月発売のPart1から同年10月発売のPart13までの全13作が製作されている。
| #         | タイトル                         | 作詞・作曲     | 時間 |
| --------- | -------------------------------- | -------------- | ---- |
| 1.        | 「クノメ・サラン」(그놈에 사랑)  | チョ・ハンジョ | 2:46 |
| 2.        | 「クノメ・サラン(Instrumental)」 | チョ・ハンジョ |      |
| 合計時間: | 合計時間:                        | 合計時間:      | 2:46 |

| #         | タイトル                          | 作詞・作曲 |      |
| --------- | --------------------------------- | ---------- | ---- |
| 1.        | 「サラゲ、サラゲ」(사랑해 사랑해) | ク・ナウン |      |
| 2.        | 「サラゲ、サラゲ(Instrumental)」  | ク・ナウン |      |
| 合計時間: | 合計時間:                         | 合計時間:  | 0:00 |

| #         | タイトル                 | 作詞・作曲 | 時間 |
| --------- | ------------------------ | ---------- | ---- |
| 1.        | 「モッカ」(못가)         | ソ・ユミ   | 3:24 |
| 2.        | 「モッカ(Instrumental)」 | ソ・ユミ   |      |
| 合計時間: | 合計時間:                | 合計時間:  | 3:24 |

| #         | タイトル                         | 作詞・作曲 |      |
| --------- | -------------------------------- | ---------- | ---- |
| 1.        | 「ピギョジュルゲ」(비켜줄게)     | DKSOUL     |      |
| 2.        | 「ピギョジュルゲ(Instrumental)」 | DKSOUL     |      |
| 合計時間: | 合計時間:                        | 合計時間:  | 0:00 |

| #         | タイトル                                                    | 作詞・作曲   | 時間 |
| --------- | ----------------------------------------------------------- | ------------ | ---- |
| 1.        | 「ネガ・クデル・サラガヌン・イユ」(내가 그댈 사랑하는 이유) | チュ・ガヨル | 4:21 |
| 2.        | 「ネガ・クデル・サラガヌン・イユ(Instrumental)」            | チュ・ガヨル |      |
| 合計時間: | 合計時間:                                                   | 合計時間:    | 4:21 |

| #         | タイトル                             | 作詞・作曲 |      |
| --------- | ------------------------------------ | ---------- | ---- |
| 1.        | 「ヒャンギロウルゴル」(향기로울걸)   | BBAhn      |      |
| 2.        | 「ヒャンギロウルゴル(Instrumental)」 | BBAhn      |      |
| 合計時間: | 合計時間:                            | 合計時間:  | 0:00 |

| #         | タイトル                          | 作詞・作曲     |      |
| --------- | --------------------------------- | -------------- | ---- |
| 1.        | 「サラギ・アプダ」(사랑이 아프다) | ソン・ジニョン |      |
| 2.        | 「サラギ・アプダ(Instrumental)」  | ソン・ジニョン |      |
| 合計時間: | 合計時間:                         | 合計時間:      | 0:00 |

| #         | タイトル                         | 作詞・作曲     | 時間 |
| --------- | -------------------------------- | -------------- | ---- |
| 1.        | 「モップルカボァ」(못볼까봐)     | イ・イェジュン | 4:12 |
| 2.        | 「モップルカボァ(Instrumental)」 | イ・イェジュン |      |
| 合計時間: | 合計時間:                        | 合計時間:      | 4:12 |

| #         | タイトル                                     | 作詞・作曲                 | 時間 |
| --------- | -------------------------------------------- | -------------------------- | ---- |
| 1.        | 「コンベ・コンベ・コムベク」(건배 건배 컴백) | オンマン（チェ・イルファ） | 2:42 |
| 2.        | 「コンベ・コンベ・コムベク(Instrumental)」   | オンマン（チェ・イルファ） |      |
| 合計時間: | 合計時間:                                    | 合計時間:                  | 2:42 |

| #         | タイトル                      | 作詞・作曲 | 時間 |
| --------- | ----------------------------- | ---------- | ---- |
| 1.        | 「コマスムニダ」(고맙습니다)  | ホ・ゴン   | 4:03 |
| 2.        | 「コマスムニダ(Instumental)」 | ホ・ゴン   |      |
| 合計時間: | 合計時間:                     | 合計時間:  | 4:03 |

| #         | タイトル                     | 作詞・作曲     | 時間 |
| --------- | ---------------------------- | -------------- | ---- |
| 1.        | 「モルムニカ」(모릅니까)     | キム・ドヒョン | 3:44 |
| 2.        | 「モルムニカ(Instrumental)」 | キム・ドヒョン |      |
| 合計時間: | 合計時間:                    | 合計時間:      | 3:44 |

| #         | タイトル                                     | 作詞・作曲 | 時間 |
| --------- | -------------------------------------------- | ---------- | ---- |
| 1.        | 「コンベ・コンベ・コムベク」(건배 건배 컴백) | チン・ソン | 2:41 |
| 2.        | 「コンベ・コンベ・コムベク(Instrumental)」   | チン・ソン |      |
| 合計時間: | 合計時間:                                    | 合計時間:  | 2:41 |

| #         | タイトル                     | 作詞・作曲       | 時間 |
| --------- | ---------------------------- | ---------------- | ---- |
| 1.        | 「チョロンセ」(초롱새)       | クム・ジャンディ | 3:41 |
| 2.        | 「チョロンセ(Instrumental)」 | クム・ジャンディ |      |
| 合計時間: | 合計時間:                    | 合計時間:        | 3:41 |

## 受賞歴
| 年度 | 賞          | 部門                              | 対象者               | 結果       | 出典   |
| ---- | ----------- | --------------------------------- | -------------------- | ---------- | ------ |
| 2015 | KBS演技大賞 | 大賞                              | ジェヒ               | ノミネート | [ 14 ] |
| 2015 | KBS演技大賞 | 最優秀作品賞（連続ドラマ部門）    | ---                  | ノミネート | [ 15 ] |
| 2015 | KBS演技大賞 | 優秀演技賞（女優/連続ドラマ部門） | カン・ビョル         | 受賞       | [ 3 ]  |
| 2015 | KBS演技大賞 | 助演賞（男優）                    | チェ・イルファ       | ノミネート | [ 16 ] |
| 2015 | KBS演技大賞 | ベストカップル賞                  | ジェヒ、カン・ビョル | ノミネート | [ 17 ] |

## 韓国国外での放送

### 日本
2015年8月31日よりCS/スカパー局KBS worldにて放送されたのが日本における初放送である。その後BS局WOWOWにて2016年4月4日から放送された。WOWOW放送時の作品名は、最後に!のマークが付けられたものが採用された。

### 香港
BS局無線網絡電視系の韓国ドラマ専門チャンネル韓劇台にて2016年1月25日から放送された。

### シンガポール
CS局VV Dramaにて2016年9月12日から放送開始された。

## 関連商品
韓国ではDVD、ブルーレイディスクともに未発売だが、番組公式サイトにてVODが提供されている。
日本版DVD-BOXは2016年9月から全4巻の形で発売が開始された。